# Municipio de Apizaco
El municipio de Apizaco (del náhuatl: átl, pitzāhuac, co ‘agua, delgado, lugar’‘Lugar de agua delgada’) es uno de los 60 municipios que conforman al estado mexicano de Tlaxcala. Su cabecera es la ciudad de Apizaco.

## Geografía
Colinda al norte con el municipio de Tetla de la Solidaridad; al Sur con Amaxac de Guerrero y Santa Cruz Tlaxcala, al sureste con Tzompantepec; al este con San Cosme Xaloztoc, al noroeste con Muñoz de Domingo Arenas, y al Oeste con Xaltocan y Yauhquemehcan.
De acuerdo con la información del Instituto Nacional de Estadística, Geografía e Informática (INEGI), el municipio de Apizaco comprende una superficie de 56,83 kilómetros cuadrados, lo que representa el 1,40 % del total del territorio estatal, el cual asciende a 3991 kilómetros cuadrados. 

## Demografía

### Principales Localidades
Según el Instituto Nacional de Estadística y Geografía (INEGI), en el territorio del municipio hay un total de 22 localidades. La mayoría de estas localidades son asentamientos o colonias irregulares, aunque el INEGI las considera como centros de población independientes. Teniendo en cuenta lo anterior, la población de las principales localidades, para el año 2020 era la siguiente:
| Localidad                 | Población |
| ------------------------- | --------- |
| Ciudad de Apizaco         | 47 632    |
| Santa Anita Huiloac       | 9 642     |
| Santa María Texcalac      | 7 798     |
| San Luis Apizaquito       | 7 234     |
| Colonia San Isidro        | 2 768     |
| José María Morelos        | 1 295     |
| Guadalupe Texcalac        | 1 129     |
| Jardines de San Francisco | 186       |
| Total municipal           | 80 725    |

## Orografía
El relieve en el municipio en su conjunto, presenta tres formas características. Zonas llanas, que comprenden el 45 % de la superficie total. Zonas accidentadas: abarcan el 30 % y se localizan al norte del municipio. Zonas semillanas, que ocupan el 25 % restante de la superficie, se localizan en el sureste y parte norte del municipio.

## Hidrografía
Cuenta con cuatro ríos que cruzan el territorio del municipio, estos son: El río Zahuapan, con un recorrido de norte a sur y una distancia de 4,5 km. El río Texcalac, recorre el municipio de oriente a poniente con una distancia de 2 km. El río Atenco cuyo nacimiento se da en el municipio de Tetla, atraviesa el municipio desde la parte norte hasta vincularse con el río Texcalac, y con un recorrido de 6,5 km. El río Apizaco surge de la unión de los dos últimos ríos mencionados y continúa su curso hacia la parte sur del municipio, con un recorrido aproximado de 4,3 km. Además cuenta con un manantial que da origen a la laguna de Apizaquito, ubicada en la parte norte del municipio, y como afluente da mayor caudal al río Texcalac.

## Clima
En el municipio el clima se considera templado subhúmedo, con régimen de lluvias en los meses de mayo a septiembre y parte de octubre. Los meses más calurosos son de marzo a mayo. La dirección de los vientos en general es de norte a sur. Igualmente la temperatura promedio máxima anual registrada es de 22.6 °C y la mínima de 4.7 °C. La precipitación promedio máxima registrada es de 156 mm y la mínima de 8 mm.